# Merchant category code
Um Merchant Category Code (MCC) é um número de quatro dígitos registrado na ISO 18245 para serviços financeiros de varejo.  O MCC é usada para classificar o negócio pelo tipo fornecido de bens ou serviços.  Os MCCs são atribuídos por tipo de comerciante (por exemplo, um para hotéis, um para lojas de materiais de escritório, etc.) ou por nome de comerciante (por exemplo, 3000 para a United Airlines).
Um MCC é atribuído a um comerciante pela empresa de cartões quando ele começa a aceitar cartões como forma de pagamento.  O código reflete a categoria principal em que o comerciante faz negócios e pode ser usado:
- para determinar a taxa de intercâmbio paga pelo comerciante, com linhas de negócios de maior risco pagando taxas mais altas.
- por empresas de cartão de crédito para oferecer recompensas em dinheiro de volta ou pontos de recompensa, para gastos em categorias específicas.[2][3]
- por redes de cartões para definir regras e restrições para transações de cartão (por exemplo, Distribuidores automáticos de combustível (MCC 5542) possuem regras específicas para autorização e mensagens de compensação).
- nos Estados Unidos , para determinar se um pagamento é principalmente para “serviços”, o qual precisa ser reportado pelo pagador para a Receita Federal para fins fiscais, ou para “mercadoria”, o que não é.[4]